# NTM Live
Singles de Suprême NTM
La Fièvre
(9 juin 1995) Qu'est-ce qu'on attend
(22 février 1996)
NTM Live est un maxi 5 titres du groupe de rap Suprême NTM, sorti le 8 décembre 1995. Il regroupe les meilleurs titres live d'un concert du groupe au Zénith de Paris, donné le 9 juin 1995. Ce concert fait partie de la première tournée organisée pour l'album Paris sous les bombes entre avril et novembre 1995.

## Liste des titres
1. Pour un nouveau massacre (Kool Shen / LG Experience) - 5:00
2. C'est clair (Kool Shen, Joeystarr / DJ S) - 2:39
3. Pass pass le oinj (Kool Shen, Joeystarr, Badreak, AL.X / LG Experience) - 4:16
4. Come Again (pour que ça sonne funk) (Kool Shen, Joeystarr / DJ Clyde, DJ Max) - 3:31
5. Popopop !! (Kool Shen, Joeystarr, Badreak, AL.X / Solo) - 4:34